# Замок Лохштедт
Замок Лохштедт (нім. Burg Lochstedt) — лицарський замок, розташований в місті Балтійськ (Калінінградська область, Росія). Нині в руїнах.

## Історія
Спочатку замок був побудований в Піллау з дерева в 1270 році.
Уже до кінця XIII століття його стіни були споруджені з каменю. Був добре захищений, виконував роль фортеці. Зі сходу і півночі був оточений ровом, а з заходу і півдня — схилами висотою 20 метрів, які спускаються в затоку.
У 1291—1305 роках замок Лохштедт служив резиденцією комтура, в 1265—1581 роках в ньому розміщувалася бурштинова адміністрація. Під час війни 1520—1521 років замок перебував у облозі польського війська. У 1626—1635 роках замок значно постраждав внаслідок шведського вторгнення.
Починаючи з 1705 року, за наказом короля Фрідріха I, замок Лохштедт почали розбирати на будівельні матеріали для спорудження укріплень Піллау. Були розібрані північний та східний флігелі, вежа, оборонні стіни і данцкер. В ході Семирічної війни замок був узятий під контроль російськими військами. У XIX столітті форбург замку кілька разів горів, в результаті чого був зруйнований. З 1880-тих років в замку функціонувала школа. У 1937 році на території замку було проведено археологічні розкопки, розпочалася реставрація, й згодом у відреставрованих приміщеннях розмістився краєзнавчий музей Замланда.
Внаслідок бойових дій Другої світової війни замкові будівлі та споруди перетворилися на руїни, а після закінчення війни руїни замку знову почали розбирати на будівельні матеріали.
У 1945 році з руїн замку Лохштедт науковцями литовської експедиції були вивезені рукописи і книги XVI—XVIII століть, архів Людвіга Рези, твори Крістіонаса Донелайтіса. У 1967 році в підвалах замку було виявлено старовинні рукописи. У грудні 1989 року руїни обстежила експедиція журналу «Шпігель». У 2000 році цокольні поверхи і підвали були зруйновані екскаваторами та бульдозерами під час проведення розкопок.
На відстані 100 м на захід від руїн замку знаходиться також зруйноване кладовище приходу Лохштедт.

## Галерея

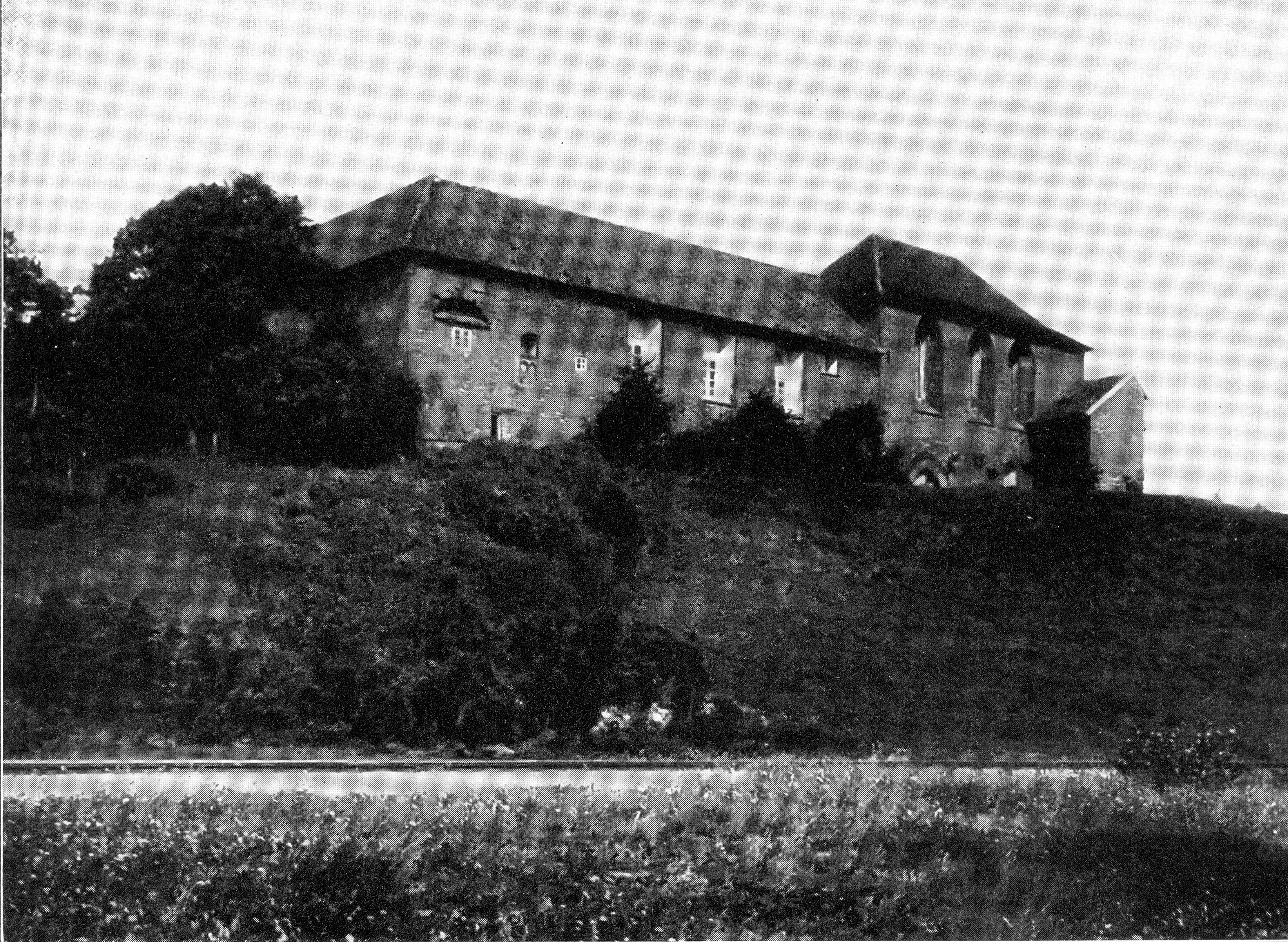
Вид з півдня
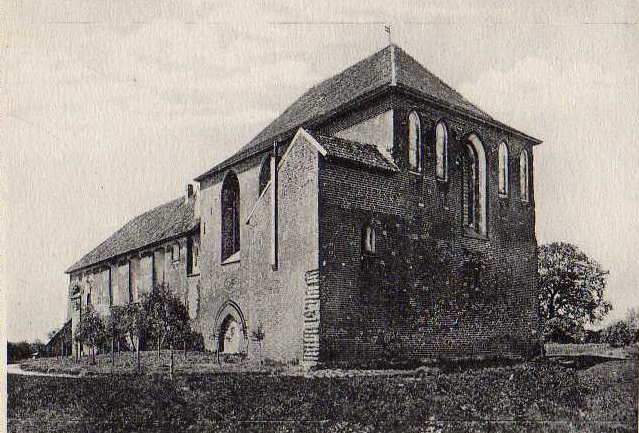
Вид з південного сходу
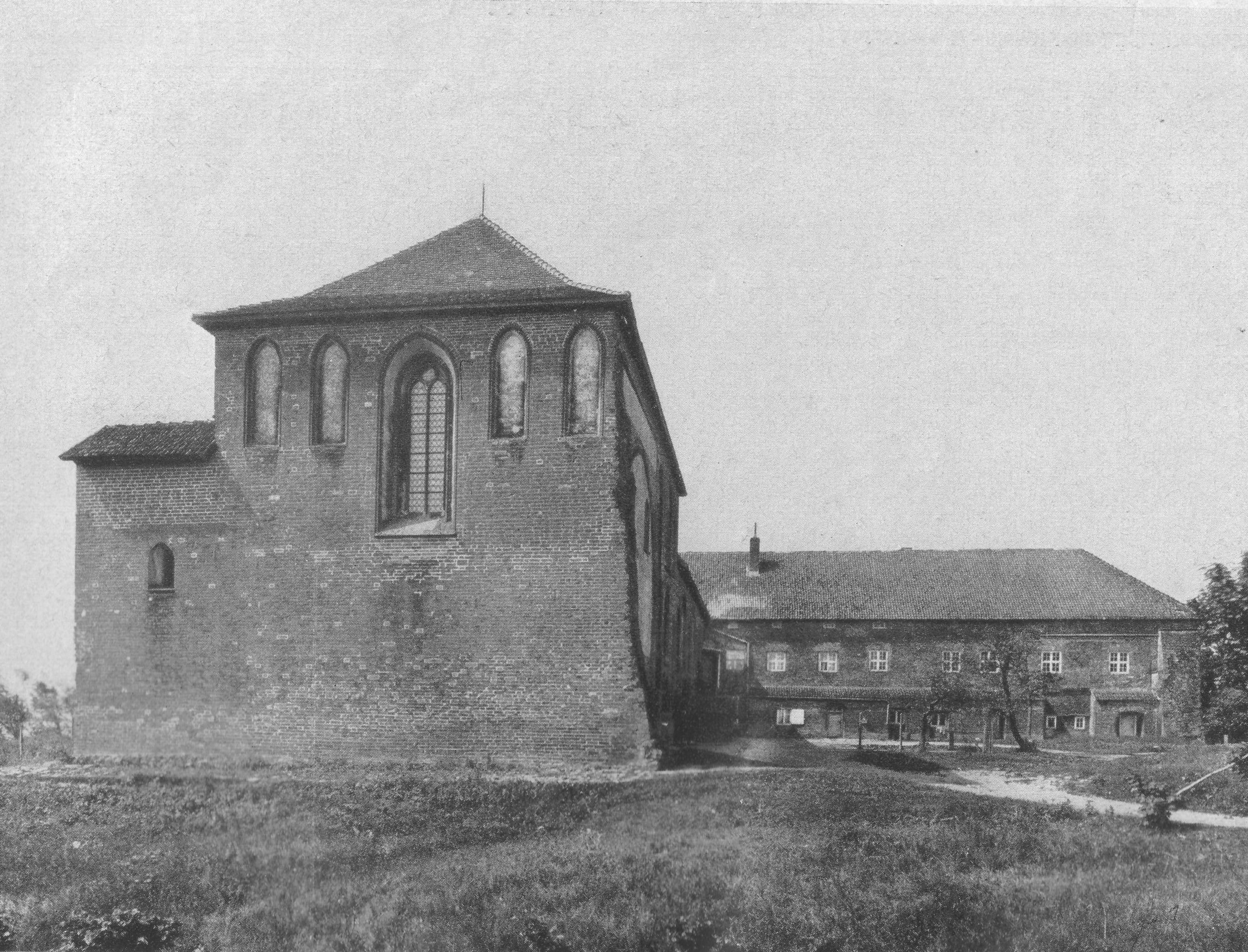
Вид зі сходу
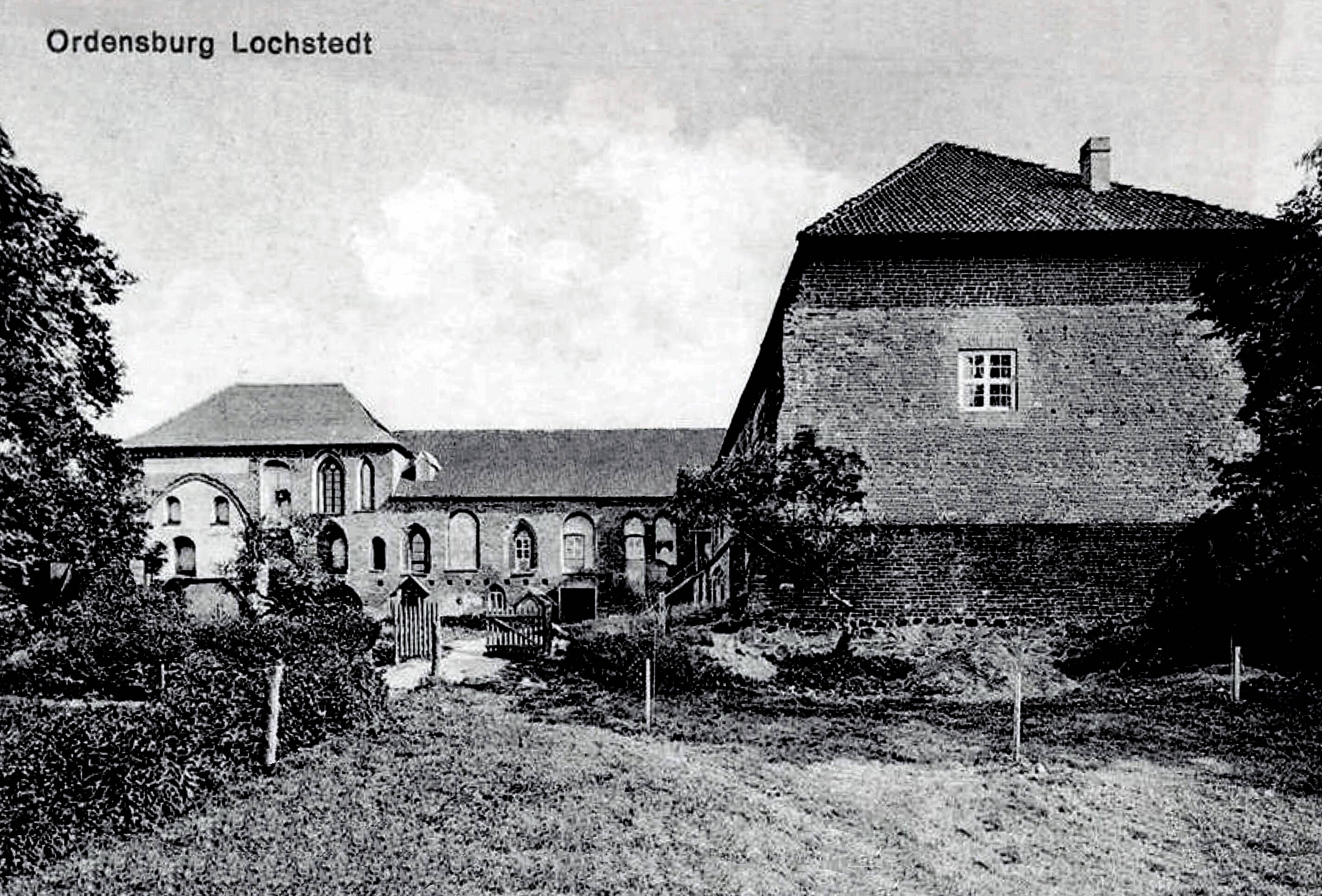
Вид з півночі
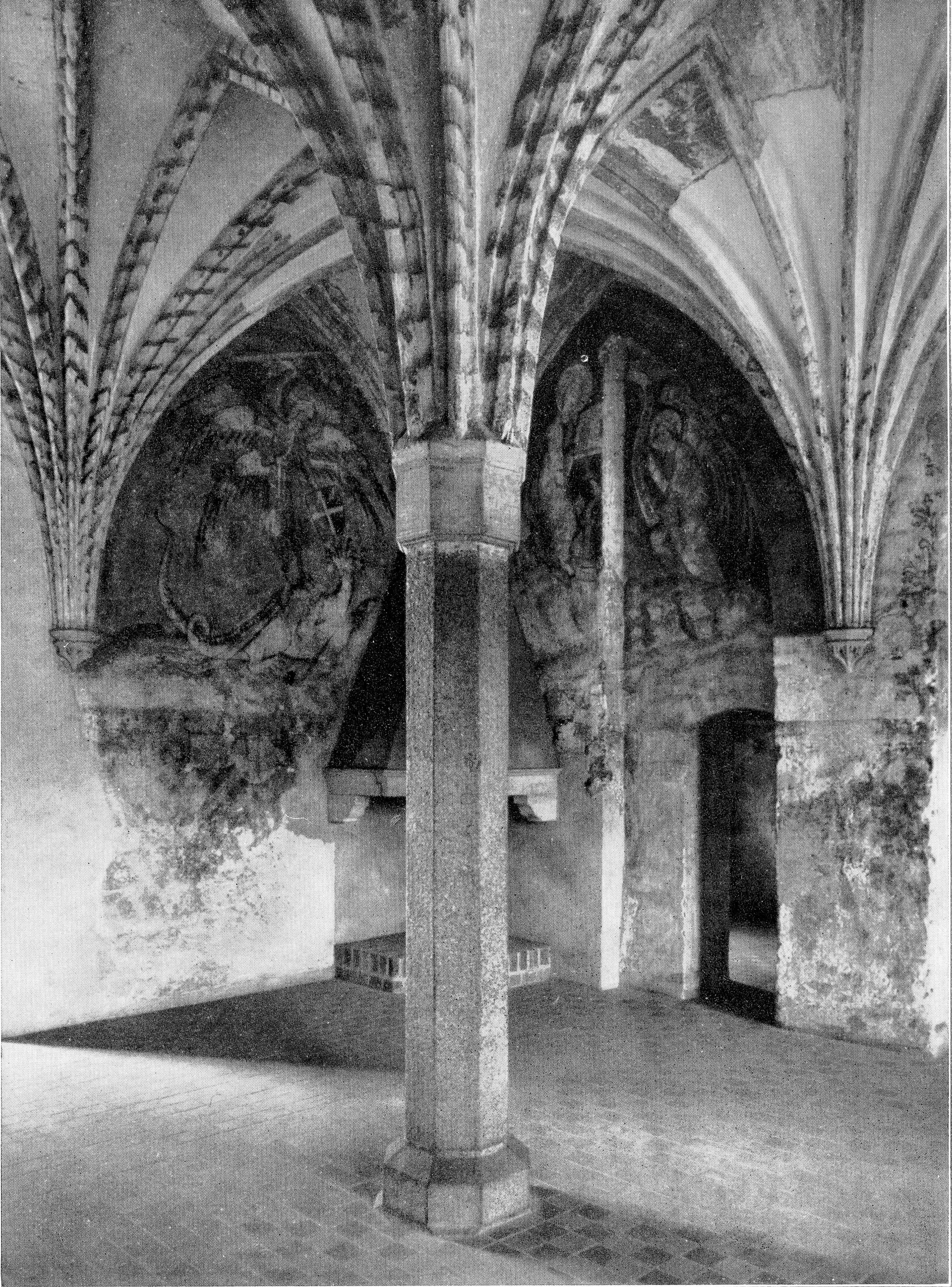
Малий зал комтура св. Михайла
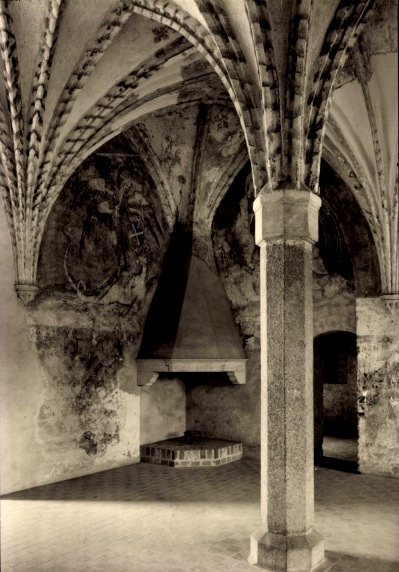
Малий зал комтура св. Михайла
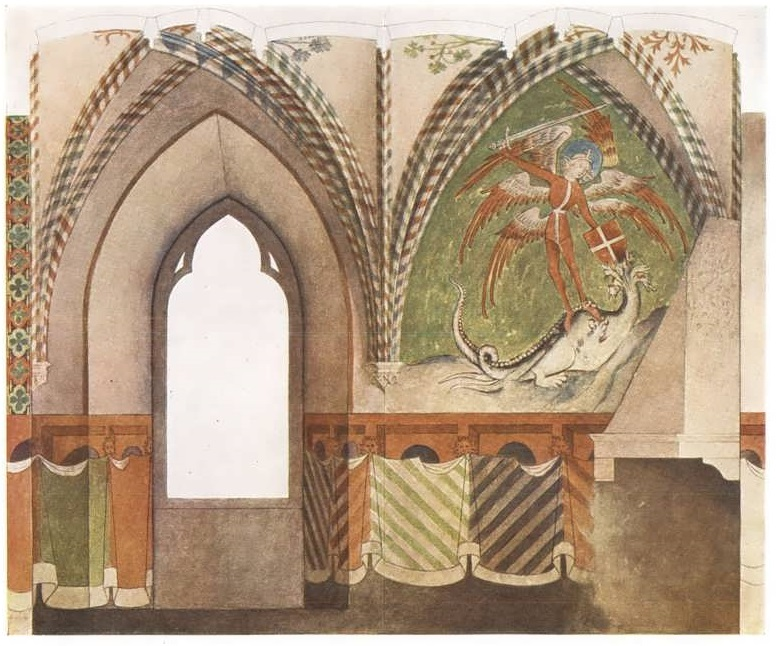
Малий зал комтура св. Михайла
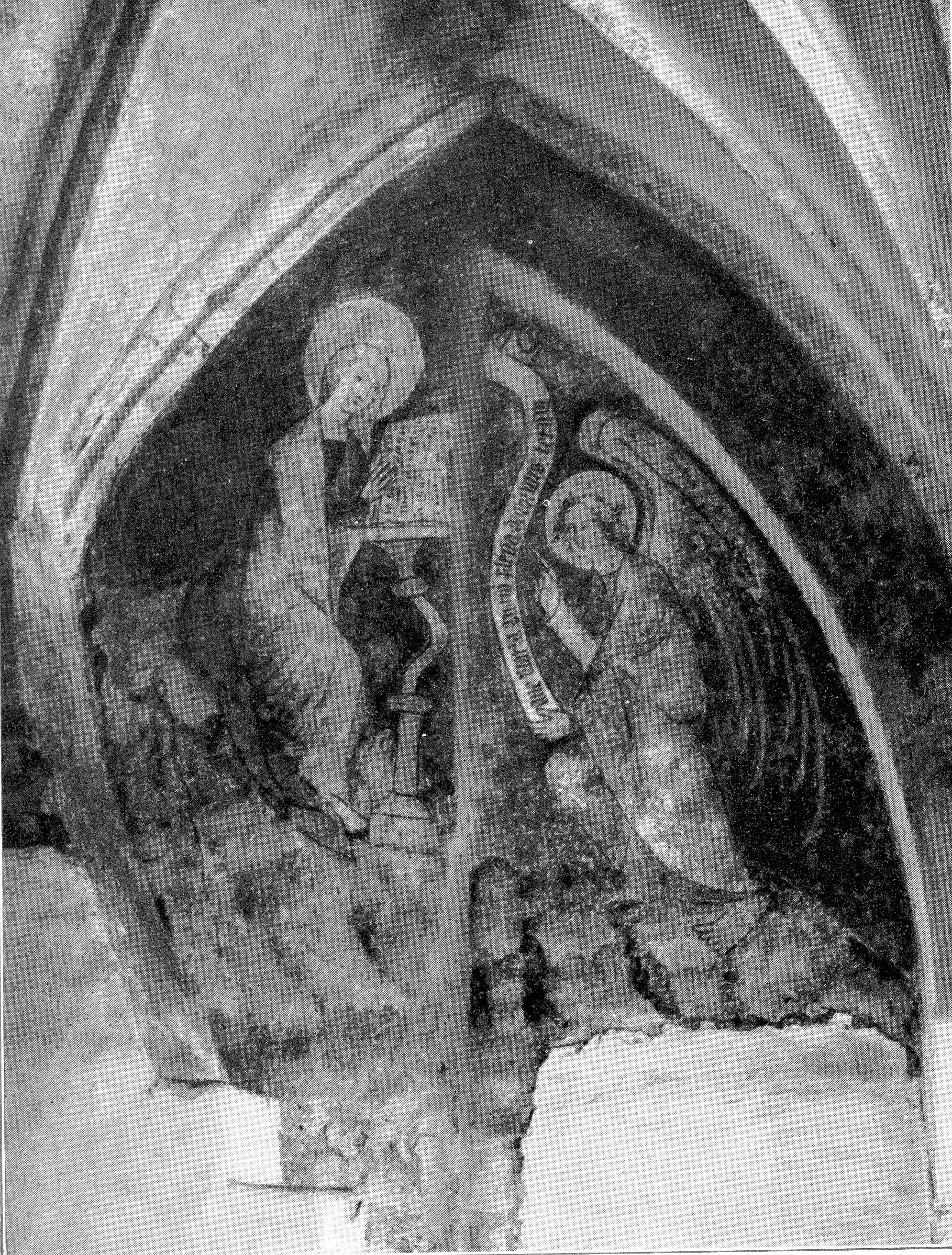
Настінний розпис у залі комтури
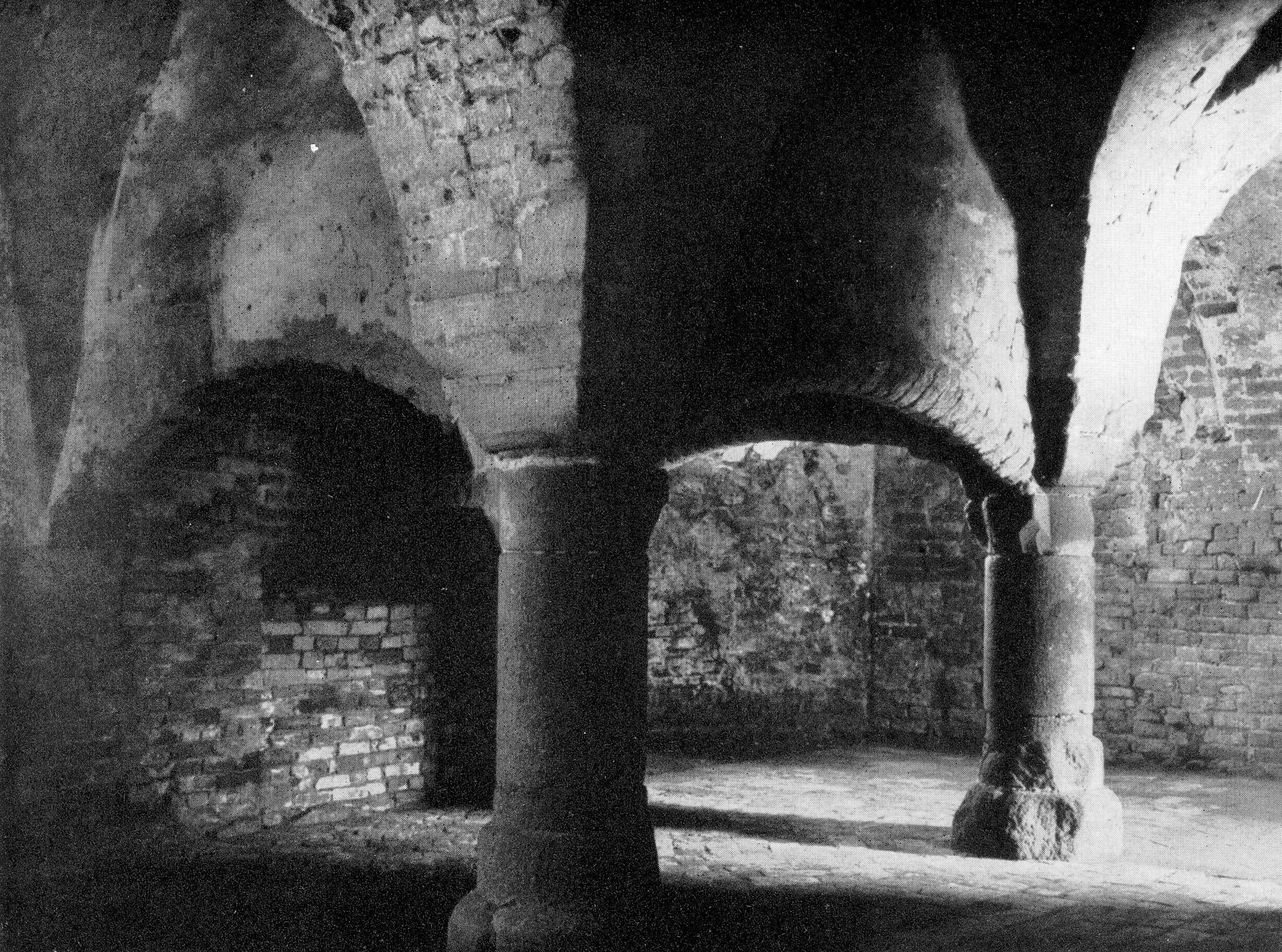
Приміщення кухні
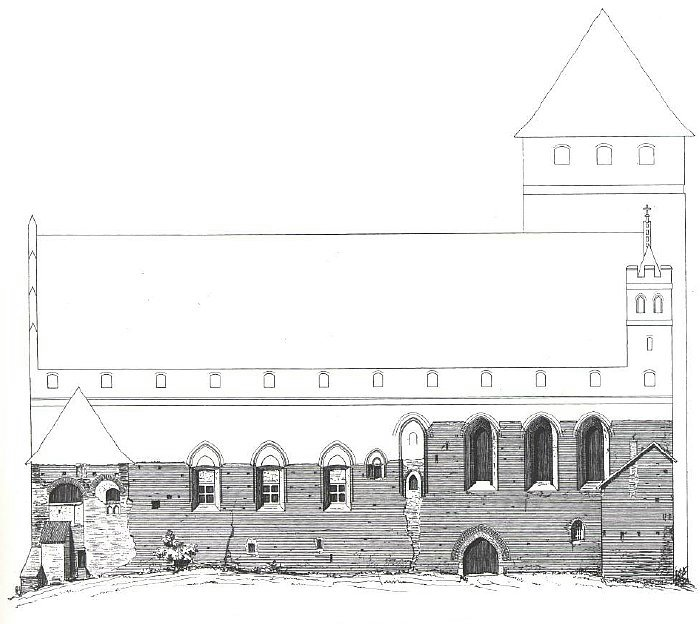
Креслення замку
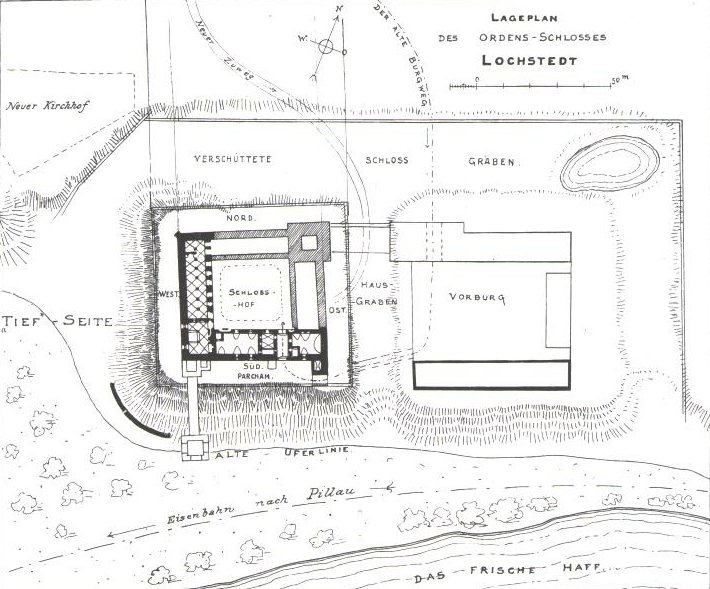
План замку
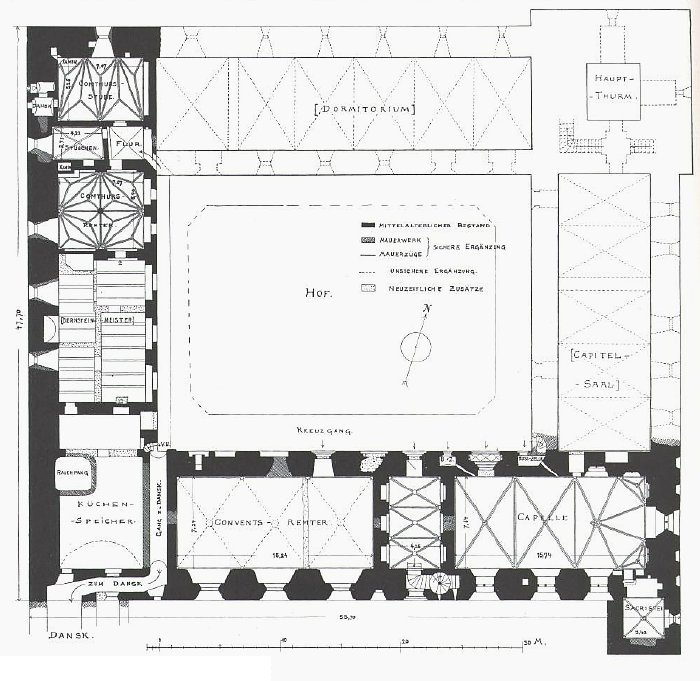
Поверховий план 1702 року